# Ko.Madhepura
Ko.Madhepura – gaun wikas samiti we wschodniej części Nepalu w strefie Sagarmatha w dystrykcie Saptari. Według nepalskiego spisu powszechnego z 2001 roku liczył on 807 gospodarstw domowych i 4488 mieszkańców (2146 kobiet i 2342 mężczyzn).